# Jindřích Drásal
Jindřích Drásal (1926 – 9 febbraio 2014) è stato un allenatore di pallacanestro cecoslovacco.

## Carriera
Ha guidato la Cecoslovacchia ai Giochi olimpici di Montréal 1976, ai Campionati mondiali del 1975 e a tre edizioni dei Campionati europei (1972, 1974, 1976).